# Bovik
Bovik is een plaats in de gemeente Sandviken in het landschap Gästrikland en de provincie Gävleborgs län in Zweden. De plaats heeft 77 inwoners (2005) en een oppervlakte van 42 hectare. De plaats ligt aan een baai van een meer en wordt voor de rest omringd door naaldbos. De stad Sandviken ligt op ongeveer vijftien kilometer autorijden van de plaats.